# Єжов Денис Ігорович
Денис Ігорович Єжов (рос. Денис Игоревич Ежов; 28 лютого 1985, м. Тольятті, СРСР) — російський хокеїст, захисник. Виступає за «Амур» (Хабаровськ) у Континентальній хокейній лізі.
Вихованець хокейної школи «Лада» (Тольятті). Виступав за «Лада» (Тольятті), ЦСК ВВС (Самара), «Металург» (Новокузнецьк), ХК «Атлант», «Трактор» (Челябінськ), «Авангард» (Омськ).
У складі молодіжної збірної Росії учасник чемпіонатів світу 2003, 2004 і 2005. У складі юніорської збірної Росії учасник чемпіонатів світу 2002 і 2003.